# Cometa din 674 î.Hr.
Cometa din 674 î.Hr. este cea mai veche dintre cometele ale căror observații  ne-au parvenit printr-o sursă arheologică fiabilă.

Două referințe la cometă au fost identificate de către asiriologul austriac Hermann Hunger în timpul studierii tabletelor babiloniene de piatră conservate la British Museum. Hunger și-a publicat descoperirea în 1992. Babilonianul Bẽl-lẽ'i a scris prima referință care enunță:  
„Dacă o cometă devine vizibilă pe cale stelelor lui Anu: va fi o cădere a lui Elam în bătălie.”
 Babilonianul Ašaredu (Asharedu) cel Tânăr a scris cea de a doua referință.